# Ben 10: Race Against Time
Ben 10: Race Against Time är en film baserad på serien Ben 10. Filmen hade premiär 21 november 2007 i USA. Huvudrollerna innehas av Graham Phillips, Christien Anholt, Haley Ramm och Lee Majors.